# Liubeshiv
Liubeshiv (ucraniano: Любеші́в; polaco: Lubieszów; yidis: ליבישויוו) es un asentamiento de tipo urbano de Ucrania perteneciente al raión de Kamin-Kashyrski de la óblast de Volinia.
En 2022, el asentamiento tenía una población de 5702 habitantes. Desde 2017 es sede de un municipio con una población total de casi treinta mil habitantes y que incluye 40 pueblos como pedanías.
Se ubica a orillas del río Stojid en el entorno del parque natural nacional de Prípiat-Stojid, a medio camino entre Manévychi e Ivánava sobre la carretera P14.

## Historia
Se conoce la existencia del pueblo en documentos desde 1484, cuando pertenecía al Gran Ducado de Lituania. El asentamiento original medieval fue quemado por los tártaros en 1653, y en las décadas posteriores fue reconstruido por el noble local Jan Karol Dolski, que en 1684 fundó aquí un monasterio de escolapios (que a partir de 1726 pasaría a ser de capuchinos) y en 1693 consiguió que se diera al pueblo el estatus de miasteczko, con el topónimo de "Novi Dolsk". En el siglo XVIII, la escuela del monasterio logró gran fama en la República de las Dos Naciones, ya que aquí estudiaron numerosos intelectuales de la época.
En la partición de 1795 pasó a formar parte del Imperio ruso, que lo clasificó como el centro administrativo de un vólost en el uyezd de Pinsk de la gobernación de Minsk. En 1817 se incendió el monasterio, que no pudo llegar a reconstruirse, al establecerse en 1832 represalias contra los capuchinos por su colaboración con el Levantamiento de Noviembre. Tras integrarse el pueblo en 1921 en la Segunda República Polaca, en 1935 se inagururó un nuevo monasterio, que fue exclaustrado en 1939 al ocupar la zona la RSS de Ucrania. En 1940, los soviéticos ucranianos clasificaron al pueblo como un asentamiento de tipo urbano. En 1943 fueron asesinados unos trescientos polacos en la localidad durante la gran masacre de Volinia. Hasta 2020 fue la capital del raión de Liubeshiv.